# جاكلين سلام
جاكلين سلام هي شاعرة وكاتبة ومترجمة وصحفية من سوريا.

## سيرة ذاتية
ولدت جاكلين سلام بالمالكية في 29 ماي عام 1964م، وهجرت إلى كندا منذ عام 1997م، واشتغلت في الصحافة المهجرية العربية في تورنتو منذ عام 1998م. وتعمل مترجمة وتشتغل في حقل الترجمة الفورية والوثائقية، وهي مُجازة في سبعة حقول (صحة، هجرة، قانون، مراكز اجتماعية،...)، وقد ترجمت من الإنجليزية إلى العربية صفحات من أدب سكان كندا الأوائل «الابوريجينال»، والأدب الأفريقي الكندي، وقصائد مختارة من الشعر الكندي. وقد حلت ضيفة على عدد من الجامعات الكندية وقدمت محاضرات وحوارات حول تجربتها في الكتابة. ولها نشاطات في عديد من التجمعات الثقافية في تورنتو منها: اتحاد الاعلاميين العرب في تورنتو – الملتقى الثقافي العراقي – الاتحاد العربي الكندي. كما ساهمت في تحرير نشرة «ضد الحصار»، وعملت مديرة تحرير جريدة «الأفق» في تورنتو كندا، وبعد هجرتها بعام توقفت عن الصدور، وعملت أيضاً في تحرير جريدة «أخبار العرب» التي تصدر في كندا.

## المشاركات والمساهمات
- ساهمت في تحرير وتوزيع مجلة «النساء» التي كانت تصدر في لندن.
- ساهمت في عدة نشاطات تخص (المرأة السوداء) في تورنتو، ألقت كلمات عن المرأة وعن الجالية العربية وبعض القصائد التي تبرع الأصدقاء بترجمتها إلى الإنجليزية.
- أشرفت وساهمت في مناسبات ثقافية: شعرية، قصصية، فكرية واجتماعية تعكس صورة المرأة العربية والفكر والأدب العربي العريق (تنسيق معارض، ونقاشات...) بكندا.
- قدمت وشاركت في تحضير أمسيات شعرية وقصصية ولقاءات تعنى بشؤون الجالية العربية الكندية. وستشرف على اللجنة الثقافية الأدبية في «مركز الجالية السورية» الذي تأسس في تورنتو.
- شاركت في مهرجان شعري في السويد عام 2001م، وترجم لها بعض القصائد إلى السويدية.

## العضوية
- عضوة رابطة قلم كندا من أجل حرية التعبير، عام 2005م.
- عضوة مؤسسة بمؤسسة جذور الثقافية في أمريكا وكندا، عام 2005م للإبداع المهجري العربي والترجمة لخلق جسر ثقافي بين الحضارة العربية والقارئ الغربي.
- عضوة في مجموعة كتّاب المنفى في كندا.[3]

## أعمالها
صدر لها العديد من الأعمال، أبرزها:
- «خريف يذرف أوراق التوت»، نصوص نشرت الكترونياً عام 2001م، في شبكة الذاكرة الثقافية.
- «كريستال»، مجموعة شعرية عن دار الكنوز الادبية، بيروت، عام 2002م.
- «رقص مشتبه به»، مجموعة شعرية عن مؤسسة جذور الثقافية، توزيع الدار العربية للعلوم، بيروت نوفمبر 2005م.
- «المحبرة أنثى»، مجموعة نصوص عن دار النهضة في بيروت، نوفمبر 2009م.
- مجموعة شعرية هي الخامسة بعنوان: «جسد واحد وألف حافة» عن دار هماليل، دبي عام 2016م.
- الطبعة الثالثة من مجموعة «خريف يذرف أوراق التوت»، عن سلسلة ابداعات طريق الحرير عام 2021م، أما الطبعة الثانية فصدرت ورقياً في كندا عام 2015م.

## الجوائز
- حصلت على منحة إقامة في «مركز كتّاب تورنتو» لمدة ثلاثة أشهر خريف 2006م.
- حصلت على درع تقدير وتكريم في كندا من قبل «بيت النساء المضطهدات» عام 2009م.
- حصلت على جائزة لاختيارها عام 2013م لتكون شخصية العام في حقل الإبداع الشعري والفكري، تورنتو.